# Lecanemab
Wikipédia ne donne pas d'avis médical : seul un professionnel (médecin, pharmacien, etc.) est habilité à le faire.
Le lécanémab (code BAN2401) est un médicament développé conjointement par Biogen et Eisai commercialisé sous le nom de Leqembi aux États-Unis qui a fait l'objet d'essais cliniques pour le traitement de la maladie d'Alzheimer en phase précoce,. Il s'agit d'une version humanisée d'un anticorps de souris mAb158 qui reconnaît les protofibrilles et prévient le dépôt de bêta-amyloïde de la maladie d'Alzheimer.

## Historique
En juillet 2022, la Food and Drug Administration (FDA) des États-Unis a accepté une demande d'approbation accélérée pour le lécanémab et lui a accordé le statut d'examen prioritaire.
Le 27 septembre 2022, Biogen a annoncé, les résultats positifs d'un essai clinique de phase 3 en cours, montrant une diminution d'approximativement 27 % du déclin cognitif. Selon le professeur Victor Henderson, directeur du Centre de recherche sur la maladie d'Alzheimer à l'université de Stanford, les effets signalés jusqu'à présent sont très faibles et donc insuffisants pour être considérés comme cliniquement importants. Les changements minimaux de 0,98 et 1,63 dans le déficit cognitif léger et la maladie d'Alzheimer légère, respectivement, sont considérés comme significatifs sur une échelle d'évaluation. Après 18 mois de traitement avec le lécanémab, les différences de 0,35 et 0,62 pour ceux qui présentaient un léger déficit cognitif et une maladie d'Alzheimer légère, respectivement, ne représente qu'un tiers du minimum de ce qui pourrait être considérée comme une différence cliniquement importante. Par ailleurs, il semble affaiblir les parois des vaisseaux sanguins du cerveau et ainsi causer une hémorragie potentiellement mortelle quand des médicaments anticoagulants sont utilisés.
Il est autorisé le 6 janvier 2023 par la FDA et devient ainsi, malgré ses limitations et l'absence de bénéfice clinique démontré, le premier traitement disponible contre la maladie d'Alzheimer depuis l'échec relatif de l'aducanumab également de Biogen (autorisé en 2021 et commercialisé sous le nom d'Adulhem) dans la même classe thérapeutique,.
L'Agence européenne des médicaments préconise dans un premier temps un refus d'AMM, en juillet 2024, puis autorise sa commercialisation en fin d'année. Cette décision interpelle l'association de consommateurs Que Choisir, eu égards à une efficacité faible, et à des effets indésirables potentiellement graves, dont des risques d'œdème ou d'hémorragie cérébrale (respectivement 9 % et 12,9 %).

## Galéniques, association et dénominations commerciales
L'administration se fait par perfusion intraveineuse toutes les deux semaines.

## Propriétés pharmacologiques

### Mécanisme d'action
Le Lecanemab est un  un anticorps monoclonal anti-amyloïde.

### Indications thérapeutiques
Le médicament vise les patients d'Altzheimer en phase précoce, avec pathologie amyloïde cérébrale confirmée.

### Effets secondaires
Des réactions à la perfusion, généralement peu graves et réversibles en 24 heures, sont observées dans un quart des cas environ, et doivent être anticipées (surveillance, traitement). 
L'autre effet secondaire le plus fréquent est la présence d'anomalies à l'IRM cérébrale, le plus souvent  (88 % des cas) sans conséquence (3 décès liés au Lecanemab dans la population de 898 participants l'essai) ont été enregistrés . Il existe une augmentation du risque de survenue d'une hémorragie cérébrale, surtout chez les patients sous anticoagulant oral. Des microhémorragies ont été signalées chez 34 % des patients porteurs du gène ApoE4 homozygote, et 9,2 % d'entre eux ont connu des accidents cérébraux symptomatiques.

### Contre-indications, précautions d'emploi et effets indésirables
Il est recommandé de prévoir, préalablement à la prescription, un génotypage de l'apolipoprotéine E afin de peser au mieux le rapport risques/bénéfice. Il convient de s'assurer, avant le traitement, de l'existence de protocoles de prise en charge des accidents cérébraux. Une IRM de contrôle est recommandée avant les 5e, 7e, 14e et 26e perfusions. 